# چهاردهمین دوره جوایز بفتا
 چهاردهمین دوره جوایز بفتا (به انگلیسی: 14st British Academy Film Awards) در سال ۱۹۶۱ به افتخار فیلم ۱۹۶۰ در لندن برگزار شد .

## جوایز و نامزدها
| ۱۹۶۰ 14th                    |                                   |                                     |
| بهترین بازیگر مرد بریتانیایی |                                   |                                     |
| پیتر فینچ                    | The Trials of Oscar Wilde         | اسکار وایلد                         |
| ریچارد آتن‌بورو               | سکوت خشمناک                       | Tom Curtis                          |
| آلبرت فینی                   | Saturday Night and Sunday Morning | Arthur Seaton                       |
| John Fraser                  | The Trials of Oscar Wilde         | لرد آلفرد داگلاس                    |
| آلک گینس                     | Tunes of Glory                    | Maj. Jock Sinclair                  |
| جان میلز                     | Tunes of Glory                    | Lt. Col. Basil Barrow               |
| لورنس اولیویه                | The Entertainer                   | Archie Rice                         |
| بهترین بازیگر مرد خارجی      |                                   |                                     |
| جک لمون                      | آپارتمان                          | C. C. Baxter                        |
| جورج همیلتون                 | Crime and Punishment U.S.A.       | Robert Cole                         |
| برت لنکستر                   | المرگنتری                         | Elmer Gantry                        |
| فردریک مارچ                  | Inherit the Wind                  | Matthew Harrison Brady              |
| ایو مونتان                   | Let's Make Love                   | Jean-Marc Clement / Alexander Dumas |
| اسپنسر تریسی                 | Inherit the Wind                  | Henry Drummond                      |

- بهترین بازیگر نقش اول زن خارجی  شرلی مک‌لین
- بهترین بازیگر نقش اول زن بریتانیا  ریچل رابرتس
- بهترین فیلم آپارتمان
- بهترین فیلم بریتانیا  شنبه‌شب و صبح یکشنبه
- بهترین فیلم بریتانیا  سکوت خشمناک